# 南亭公路
南亭公路是位于上海市的一条公路，被编为上海省道325的一部分。该道路西至金山区亭林镇松金公路口（原接入车亭公路），东至奉贤区南桥镇南桥路（原奉贤县府招待所），经过奉贤区南桥镇、庄行镇、金山区亭林镇等行政区，全长18.9公里，以南桥镇、亭林镇各取一个字得名。

## 主要交会道路（东向西）
- 南桥路/江海路接南奉公路
- 南桥环城西路
- 沪杭公路
- 浦卫公路
- 叶庄公路
- 大亭公路
- 亭卫公路
- 松金公路

## 轨道交通
- 大亭公路口：金山南枫亭林站